# Штейнман, Аарон Йуда Лейб
Рав Аарон Йеуда Лейб Штейнман (Штайнман) (ивр. רב אהרן יהודה לייב שטיינמן‎) (13 ноября 1913 года, Каменец-Литовский, Российская Империя — 12 декабря 2017 года, Бней-Брак, Израиль) — ортодоксальный раввин, крупнейший законодательный авторитет и духовный руководитель литовского направления в ортодоксальном иудаизме.

## Биография
Родился в 1913 году в местечке Каменец, Гродненской губернии. Отец Ноах-Цви Штейнман, мать Гитл-Фейга. В юности учился в йешиве «Торат-Хесед», находившейся в Бресте.
В 1937 году переехал  в Швейцарию, чтобы избежать незаконного (для ученика ешивы) призыва в польскую армию, где стал преподавать в иешиве «Древо Жизни», ивр. עץ חיים‎, в городе Монтрё. В Швейцарии женился на Тами (Тамар) Корнфельд. В 1945 году приехал в Страну Израиля и поселился в городе Бней-Брак. В первые годы в Израиле параллельно изучению Торы занимался огранкой алмазов. В 1955 году глава Поневежской иешивы рав Каанман пригласил рава Штейнмана возглавить Поневежскую иешиву для молодых «Поневеж ле-цеирим», главой которой рав Штейнман оставался фактически или формально до конца жизни. До 1998 года он регулярно преподавал в этой иешиве и, одновременно, с 1965 года возглавлял Поневежский колель (иешиву для женатых мужчин) в городе Бней-Брак. Позднее открыл и возглавил иешивы «Гаон Яаков» и «Орхот Тора». До 2015 он считался главой и этих йешив, и время от времени выступал в них с лекциями. Ученики рава Штейнмана выпустили в свет сборник его комментариев к Торе и Талмуду «Аелет ха-Шахар».
Совершил много поездок по разным странам мира с целью духовной поддержки еврейских общин и сбора средств для учащихся религиозных учебных заведений Израиля.
С 1988 года член Совета знатоков Торы партии «Дегель ха-Тора».
После смерти рава Шаха в 2001 году признан одним из лидеров литовского направления в иудаизме наряду с равом Эльяшивом. После смерти рава Эльяшива в 2012 году признан единовластным лидером партии Дегель Тора. Последователи рава Шмуэля Ойербаха, однако, признали рава Штейнмана слишком компромиссным лидером и создали отдельную от Ятед Неэман газету под названием «а-Пелес» («Весы»).
По оценкам журнала Forbes в 2012 году занимал третье место среди наиболее влиятельных раввинов Израиля (после р. Овадьи Йосефа и р. Йосефа Шалома Эльяшива).
Рав Аарон Лейб Штейнман известен также исключительно скромным образом жизни, и в том числе крайне простой и скромной обстановкой своей квартиры.
В день парламентских выборов в Израиле 17 марта 2015 года стооднолетний старец рав Штейнман пешком отправился на избирательный участок, чтобы проголосовать за свою партию, пояснив, что желает и таким образом послужить Богу.
Скончался после тяжёлой продолжительной болезни в ночь на 12 декабря 2017 года на 105-м году жизни.